# Sasha Grey
Marina Ann Hantzis (født 14. marts 1988) bedre kendt under navnet Sasha Grey er en amerikansk model, skribent, musiker og tidligere pornografisk skuespillerinde som fik sit mainstream gennembrud i Steven Soderbergh´s The Girlfriend Experience fra 2009. Efter gennembruddet i Soderberghs film har hun blandt andre haft roller i Open Windows (fra 2014) hvor hun havde en ledende rolle sammen med Elijah Wood, og i HBO TV-serien Entourage hvor hun spillede en fiktiv version af sig selv.